# Dolichandrone heterophylla
Dolichandrone heterophylla là một loài thực vật có hoa trong họ Chùm ớt. Loài này được (R.Br.) F.Muell. mô tả khoa học đầu tiên năm 1864.